# 八幡神社 (成田市芦田)
八幡神社（はちまんじんじゃ）は、千葉県成田市芦田にある神社である。祭神は応神天皇。旧社格は郷社。

## 概要
創建は天暦8年（954年）と伝えられている。千葉氏との信仰が厚く、建仁年間（1201年 - 1203年）に東和泉城主の成毛八郎範胤が、武運を願い社殿を改造したと言われている。

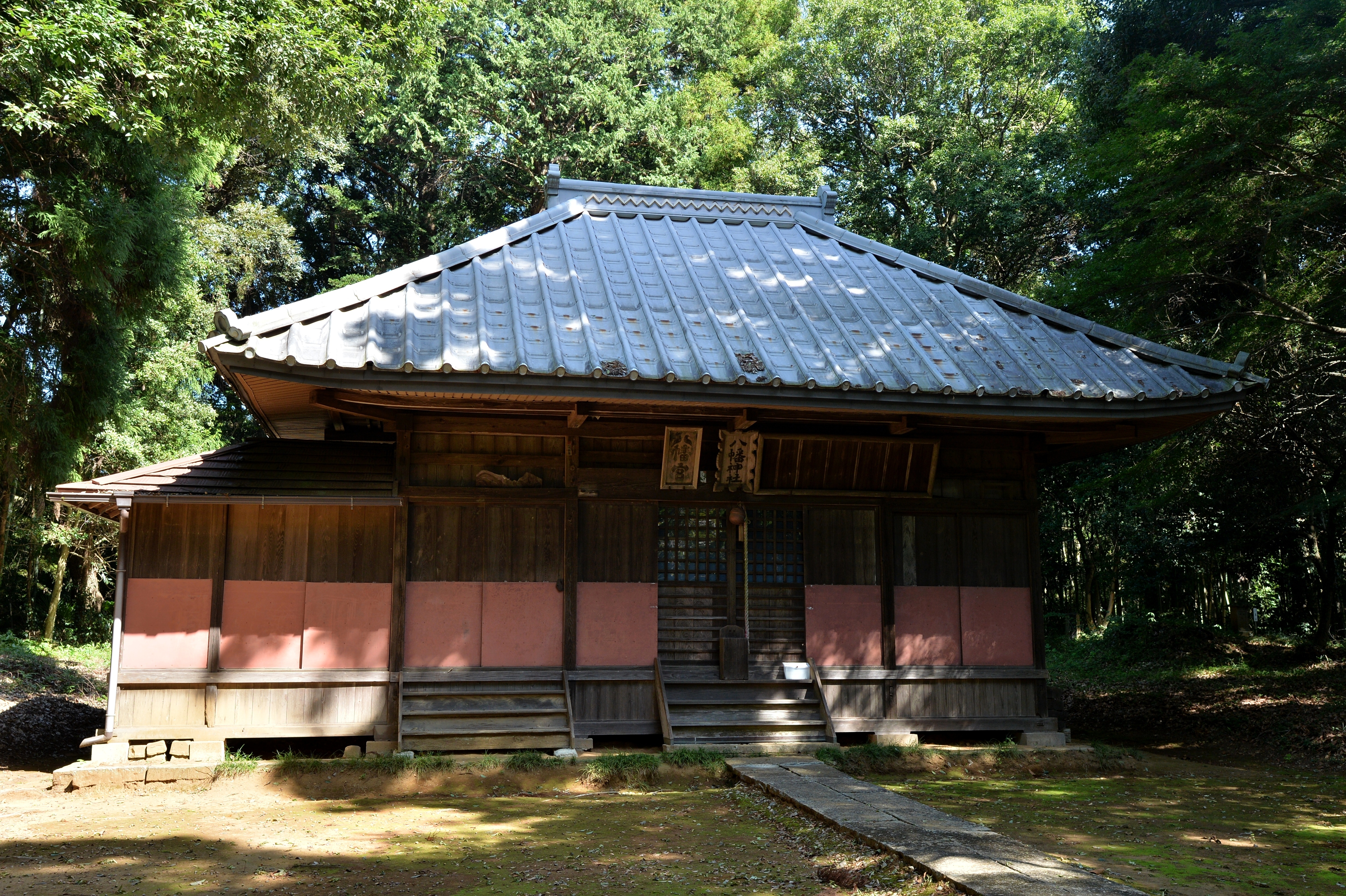
拝殿
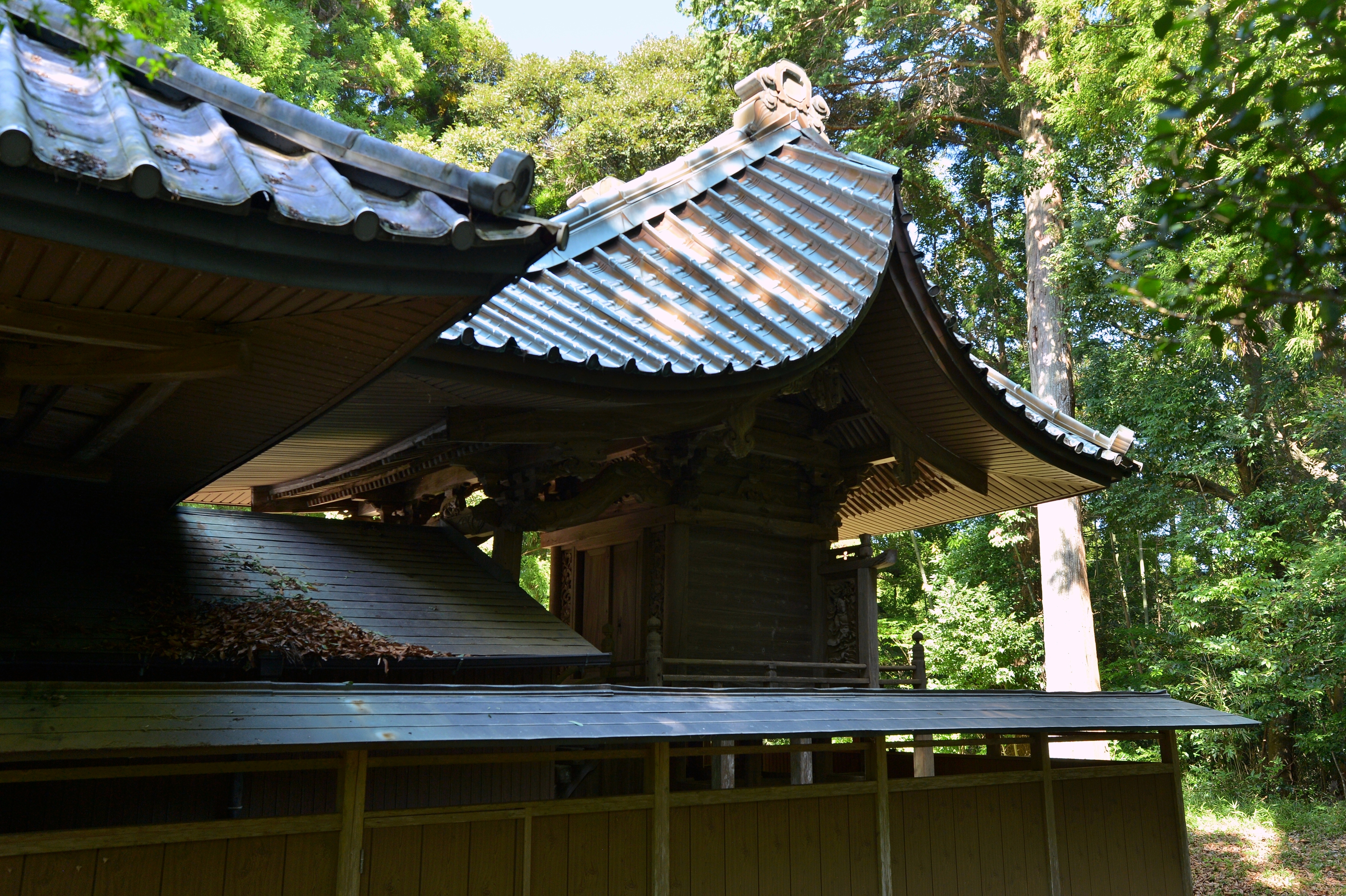
本殿